# Polipektomia
Polipektomia – zabieg polegający na usunięciu polipa ze światła przewodu pokarmowego. Może być ona wykonana endoskopowo.
Polipektomia jest stosowana w celu prewencji raka jelita grubego.